# Trần Thị Ngọc Đẹp
Trần Thị Ngọc Đẹp (tên thường gọi Sáu Đẹp, sinh năm 1960) là nữ Trung tướng đầu tiên của lực lượng Công an nhân dân Việt Nam. Bà nguyên là Cục trưởng Cục Xây dựng Phong trào Toàn dân Bảo vệ An ninh Tổ quốc, Bộ Công an; nguyên là Giám đốc Sở Cảnh sát Phòng cháy chữa cháy Thành phố Cần Thơ. Bà là người phụ nữ thứ hai thuộc lực lượng Công an được phong hàm thiếu tướng (sau bà Bùi Tuyết Minh), đồng thời bà còn là nữ tướng duy nhất của lực lượng Cảnh sát phòng cháy và chữa cháy (Việt Nam), Tư lệnh đầu tiên và là cuối cùng của Sở Cảnh sát Phòng cháy chữa cháy Thành phố Cần Thơ..

## Tiểu sử
Trần Thị Ngọc Đẹp, tên thường gọi Sáu Đẹp, sinh năm 1960 trong một gia đình nghèo đông con ở xã Tân Hòa, huyện Châu Thành A, tỉnh Hậu Giang.
Sau sự kiện 30 tháng 4 năm 1975, khi 15 tuổi, bà gia nhập lực lượng Công an nhân dân Việt Nam, làm lính trinh sát. Bà có tiếng là trinh sát giỏi, dũng cảm, mưu lược.
Năm 2005, bà là Trung tá Công an nhân dân, Phó Thủ trưởng Cơ quan Cảnh sát điều tra Công an thành phố Cần Thơ. Tháng 8 năm 2005, bà là Trưởng ban chuyên án đường dây mua bán hoá đơn thuế giá trị gia tăng tại Cần Thơ do Huỳnh Quốc Ngọc (27 tuổi, ngụ tại 521/69/8 Hoàng Văn Thụ, quận Tân Bình, Tp. Hồ Chí Minh) cầm đầu. Đường dây này đã xuất khống số lượng hàng hóa trị giá 2.000 tỉ đồng, gây thiệt hại cho nhà nước Việt Nam khoảng 100 tỉ đồng.
Bà từng làm Phó Giám đốc Công an thành phố Cần Thơ hơn 5 năm, phụ trách các đơn vị cảnh sát quản lý nhà nước về trật tự xã hội. Trước đó, bà từng công tác ở 5 đơn vị khác nhau.
Cuối năm 2007, khi đang là Thượng tá, Phó Giám đốc Công an thành phố Cần Thơ, bà là một trong 7 phụ nữ Việt Nam được Giải thưởng Phụ nữ Việt Nam 2007.
Bà đã phá được nhiều vụ án về tham nhũng. Cụ thể, bà đã lập và đấu tranh hiệu quả 36 chuyên án trinh sát, chỉ đạo điều tra 320 vụ buôn lậu, gian lận thương mại, sản xuất hàng giả, kém chất lượng.
Năm 2007, bà theo học cao học tại quận Thủ Đức, Thành phố Hồ Chí Minh.
Ngày 13 tháng 7 năm 2011, Sở Cảnh sát phòng cháy, chữa cháy thành phố Cần Thơ tuyên bố thành lập với 10 đơn vị (7 đơn vị cấp thành phố Cần Thơ, 3 đơn vị cấp khu vực) với gần 250 cán bộ, chiến sĩ. Trần Thị Ngọc Đẹp, Đại tá, Phó Giám đốc Công an thành phố Cần Thơ được bổ nhiệm giữ chức vụ Giám đốc Sở Cảnh sát phòng cháy, chữa cháy thành phố Cần Thơ vừa được thành lập.
Đầu năm 2013, Trần Thị Ngọc Đẹp bảo vệ thành công luận án tiến sĩ luật học tại Học viện Cảnh sát nhân dân.
Tháng 12 năm 2013, bà được Thủ tướng Chính phủ Việt Nam Nguyễn Tấn Dũng phong quân hàm Thiếu tướng Công an nhân dân Việt Nam.
Ngày 29 tháng 11 năm 2017, bà được Hội đồng Chức danh giáo sư cơ sở Học viện Cảnh sát nhân dân xét đạt tiêu chuẩn học vị phó giáo sư ngành Khoa học An ninh Tội phạm học và điều tra tội phạm, đề nghị chuyển tiếp lên Hội đồng Chức danh giáo sư ngành Khoa học An ninh xem xét.
Tháng 5 năm 2018, Trần Thị Ngọc Đẹp là Thiếu tướng, Cục trưởng Cục Xây dựng Phong trào Toàn dân Bảo vệ An ninh Tổ quốc, Bộ Công an.
Tháng 11 năm 2018, Trần Thị Ngọc Đẹp là Trung tướng Công an nhân dân Việt Nam, Cục trưởng Cục Xây dựng Phong trào Toàn dân Bảo vệ An ninh Tổ quốc, Bộ Công an. Bà là người phụ nữ đầu tiên trong ngành Công an được phong quân hàm Trung tướng.
Ngày 5 tháng 5 năm 2020, bà nhận quyết định của Bộ trưởng Bộ Công an Tô Lâm về việc nghỉ công tác chờ hưởng chế độ hưu trí.

## Gia đình
Tướng Trần Thị Ngọc Đẹp đã kết hôn. Năm 2007, chồng bà là Viện trưởng của Viện kiểm sát nhân dân thành phố Cần Thơ. Hai người đã có con.

## Phong tặng
- Huân chương Bảo vệ Tổ quốc hạng Ba, hạng Nhì năm 2007, 2011[6]
- Bằng khen của Chủ tịch nước Cộng hòa xã hội chủ nghĩa Việt Nam[6]
- 6 Bằng khen của Thủ tướng Chính phủ nước Cộng hòa xã hội chủ nghĩa Việt Nam[6]
- 14 Bằng khen của Bộ trưởng Bộ Công an Việt Nam[6]
- 2 lần đạt Danh hiệu chiến sĩ thi đua toàn lực lượng Công an nhân dân 2007, 2010[6]
- Danh hiệu chiến sĩ thi đua toàn quốc 2011[6]

### Lịch sử thụ phong quân hàm
- Thiếu tướng Công an nhân dân Việt Nam (thụ phong tháng 12 năm 2013)
- Trung tướng Công an nhân dân Việt Nam (thụ phong tháng 11 năm 2018)